# Ryan Lane
Ryan Lane (Fullerton, 23 novembre 1987) è un attore statunitense, membro della comunità sorda.
Reso famoso grazie alla serie Switched at Birth - Al posto tuo, col personaggio di Travis.

## Biografia
Ha studiato nella scuola per sordi, la California School for the Deaf, nel 2007 si diploma. Parla la lingua dei segni americana.

## Filmografia

### Cinema
- Dummy Hoy: A Deaf Hero (2008)
- No Ordinary Hero: The SuperDeafy Movie (2013)
- Veronica Mars - Il film (2014)

### Televisione
- Cold Case - Delitti irrisolti (5x14, 2008)
- Dr. House - Medical Division (5x22, 2009)
- Miami Medical (1x4, 2010)
- iZombie (2x10, 2016)
- Switched at Birth - Al posto tuo (Travis; 2011 - 2017)